# Gregorio Cicarelli
Gregorio Cicarelli fue un actor de teatro y cine que nació en Argentina en 1890 y falleció en 1961.
Se inició en la actuación integrando cuadros filodramáticos, hasta que debutó en teatro en la obra Justicia de antaño de Martín Coronado. Posteriormente actuó formando rubro con Ignacio Corsini, dirigidos por Alberto Vacarezza. Le cupo integrar en 1929 el elenco que estrenó la obra Mateo de Armando Discépolo por la Compañía de Pascual Carcavallo el 15 de marzo de 1923 en el Teatro Nacional, encabezando el elenco junto a Felix Muttarelli; la obra consagró definitivamente tanto al autor Armando Discépolo, como al actor. Con la misma compañía, en 1921 había estrenado Cuando un pobre se divierte de Alberto Vacarezza,  en la que su hermano actor y cantor José Cicarelli estrenó con gran éxito el tango La copa del olvido. Luego siguieron Mustafá, La librería de Abrahamoff y toda una serie de grandes trabajos, hasta el año 1952, en que cerró en el teatro Apolo con la obra Jesús, María y el Otro. 
En el cine debutó en  Canilllita (1936; filmó esporádicamente destacándose en El último payador (1950) dirigido por Ralph Pappier y Homero Manzi. Su último trabajo cinematográfico fue Oro bajo (1956), de Mario Soffici.

## Filmografía
Actor
- Oro bajo (1956)
- Uéi Paesano (1953)
- Mi hermano Esopo (Historia de un Mateo) (1952)
- El último payador (1950)
- Un guapo del 900 (1952)
- Una noche cualquiera (1951)
- El último payador (1950)
- Lejos del cielo (1950)
- Canillita (1936)